# LFG Roland D.II
L'LFG Roland D.II, identificato più semplicemente anche come Roland D.II, era un caccia monoposto biplano sviluppato dall'azienda aeronautica tedesco imperiale Luft-Fahrzeug-Gesellschaft mbH (LFG) negli anni dieci del XX secolo e prodotto, oltre che dalla stessa, anche su licenza dalla Pfalz-Flugzeugwerke.
Derivato dal LFG Roland D.I, del quale riproponeva la cellula equipaggiata con un motorizzazione dalla maggior potenza espressa, venne adottato principalmente dai reparti da caccia (Jasta) della Luftstreitkräfte, la componente aerea del Deutsches Heer (l'esercito imperiale tedesco), nella parte centrale della prima guerra mondiale.

## Storia del progetto
Dopo che l'Idflieg, all'inizio del 1916, invitò a sviluppare i primi progetti di velivoli da caccia per sostituire i Fokker Eindecker, letali per la prima parte del conflitto ma velocemente superati dai modelli avversari, la Luft-Fahrzeug-Gesellschaft (LFG) iniziò la produzione di un modello dall'impostazione molto avanzata che però venne realizzato in serie limitata, il Roland D.I. Caratterizzato dalla fusoliera monoscocca in compensato, realizzata con una impiallacciatura a spirale di due "strisce" di compensato avvolte su metà struttura, questa garantiva maggiore resistenza, minore pesantezza ed un ottimo livello di malleabilità al prezzo di un maggior costo di produzione ed una continua manutenzione per la tendenza del materiale a deteriorarsi con l'umidità.
Nonostante questi problemi il modello possedeva delle ottime potenzialità e quando divenne disponibile una motorizzazione più potente venne avviato un programma di sviluppo per adattare la cellula sostituendo l'originario motore Mercedes D.I da 100 PS (73,5 kW) con il successivo Mercedes D.III, sempre un 6 cilindri in linea raffreddato a liquido ma in grado di erogare una potenza pari a 160 PS (118 kW). L'aspetto generale riproponeva quello classico dei pari ruolo dell'epoca, monomotore in configurazione traente, fusoliera monoposto con abitacolo aperto, configurazione alare biplana e carrello d'atterraggio fisso, tuttavia era caratterizzato dallo sviluppo in altezza della fusoliera che tra le due ali sostituiva il classico castello tubolare centrale.
Il prototipo venne portato in volo per la prima volta nell'ottobre 1916 con buoni risultati e presentato alla valutazione della commissione esaminatrice dell'Idflieg ottenne il permesso per l'immediato avvio alla produzione in serie. La necessità di disporre velocemente dei nuovi modelli convinse l'Idflieg a sottoscrivere un contratto di subappalto alla Pfalz che da quel momento affiancherà nella produzione l'LFG e che produrrà la maggior parte degli esemplari costruiti. Durante questa fase venne avviato lo sviluppo di una variante che potesse accogliere il più potente motore Argus As.III da 180 PS (132 kW) e che dal novembre di quell'anno andrà a sostituire nelle catene di montaggio il precedente, motorizzato Mercedes, con la designazione Roland D.IIa. Tuttavia, nonostante la maggior potenza disponibile, per le caratteristiche del motore, i D.IIa superati i 3 000 m di quota offrivano prestazioni più modeste, tali da pregiudicarne l'utilizzo in un contesto operativo fattosi nel contempo più competitivo.

## Impiego operativo
Gli esemplari cominciarono ad essere consegnati ai reparti da caccia di prima linea nei primi mesi del 1917, la maggior parte dislocati in Francia. Soprannominati dai propri piloti Haifisch (squalo in lingua tedesca) per il loro aspetto affusolato, i Roland D.II non furono particolarmente apprezzati dai loro equipaggi essenzialmente, oltre per le prestazioni più modeste rispetto ad altri velivoli di pari ruolo, anche per la scarsa maneggevolezza generale. Benché a quel tempo risultasse il più veloce caccia tedesco, la difficoltà riscontrata nella fase di rientro durante la quale il velivolo manifestava una pericolosa tendenza allo stallo aerodinamico in assetto picchiato (molto pericolosa in fase di atterraggio) unita ad altri problemi, come la visibilità anteriore non ottimale e l'impossibilità di disinceppare le mitragliatrici integrate nella struttura, ne aumentarono rapidamente la diffidenza nutrita da parte degli equipaggi. Inoltre i D.IIa, che misero in luce prestazioni inferiori, erano gravati anche da problemi di affidabilità del motore che ne compromettevano la reale operatività. L'unica eccezione era data da una squadriglia da caccia della Kaiserliche Marine, la marina militare tedesco imperiale, la quale però venne ben presto distrutta in una missione di bombardamento da parte delle forze britanniche.
Gli LFG Roland D.II vennero utilizzati con maggior successo nel ruolo di caccia di scorta ai bombardieri leggeri, venendo progressivamente rimpiazzati sul fronte occidentale da modelli più affidabili nel corso di quello stesso anno e venendo in gran parte relegati a compiti di seconda linea già da settembre. Oltre ad essere assegnati alle scuole di volo per la formazione dei nuovi piloti da caccia, continuarono ad essere impiegati in teatri bellici meno impegnativi come il fronte orientale dove si trovavano a fronteggiare principalmente i velivoli adottati dalla Imperatorskij voenno-vozdušnyj flot, la componente aerea dell'Esercito imperiale russo.
Tra i reparti che adottarono il modello ci furono lo Jasta 25 che operava dall'aerodromo di Canatlarzi nel comune di Prilep, nella Macedonia, allora parte del Regno di Serbia e che ebbe tra le sue file Gerhard Fieseler, e lo Jasta 27 basato a Gand, nel Belgio, a quel tempo sotto il comando di Hermann Göring.

## Varianti
D.II
versione equipaggiata con motori Mercedes D.III da 160 PS (118 kW).
D.IIa
versione equipaggiata con motore Argus As.III da 180 PS (132 kW).

## Utilizzatori
Bulgaria
- Aeronautica militare bulgara

 Germania
- Luftstreitkräfte
- Kaiserliche Marine